# Altenrheine
Altenrheine ist wahrscheinlich der älteste Stadtteil von Rheine im nordrhein-westfälischen Kreis Steinfurt.

## Geographie

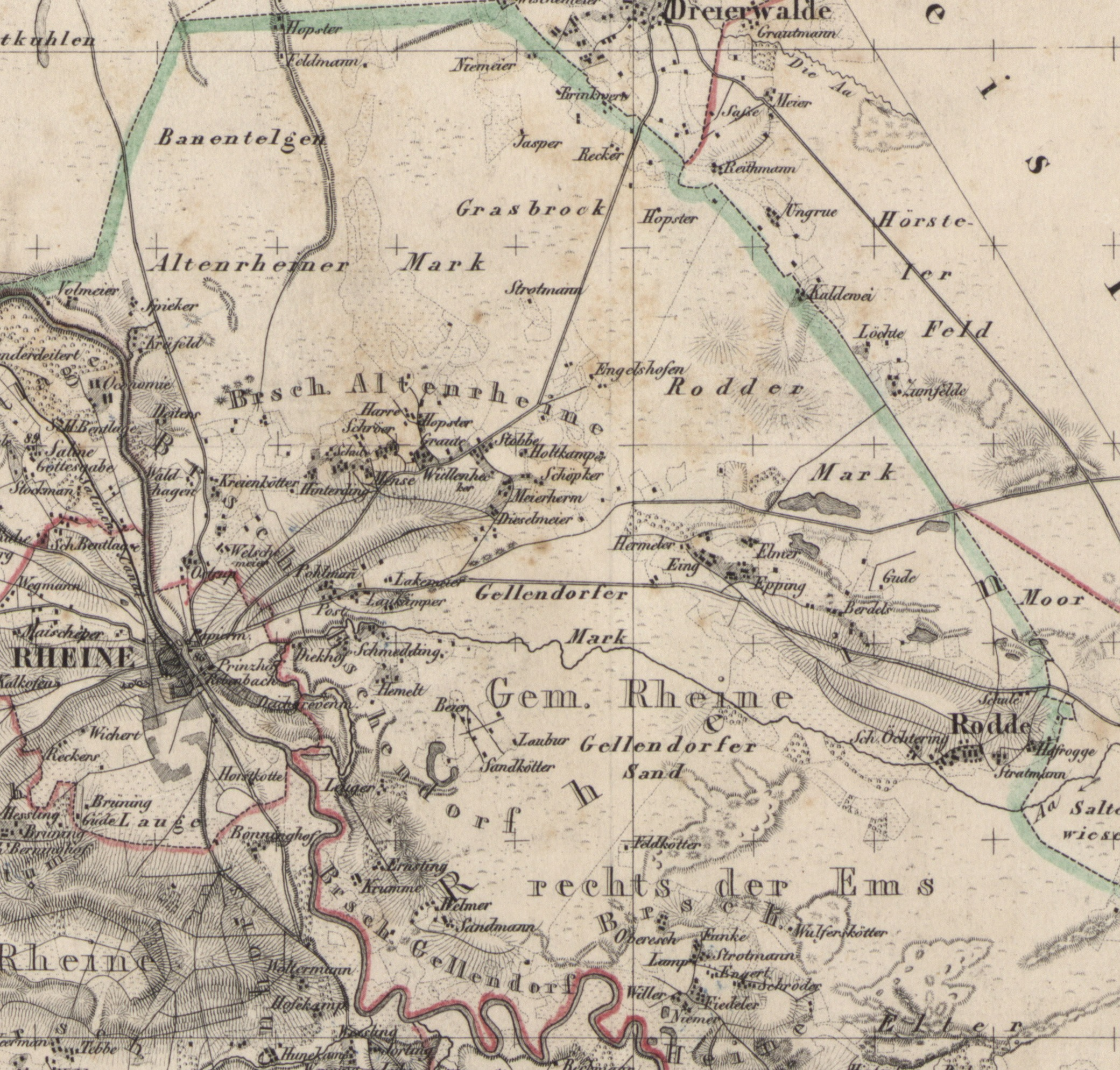
Die Gemeinde Rheine rechts der Ems mit den zugehörigen Bauerschaften im 19. Jahrhundert

Der Stadtteil liegt nordöstlich der Kernstadt Rheine und wurde im Laufe der Jahrzehnte durch benachbarte Stadtteile und Siedlungen in großen Teilen überwachsen. Bis zum 19. Jahrhundert gehörte zu der Altenrheiner Bauerschaft ein Großteil des heutigen Schotthock (Nördlicher Teil ab dem Walshagenpark / Dorfstraße und ca. ab dieser Höhe östlich der Bonifatiusstraße) und zur Altenrheiner Mark die Gebiete Baarentelgen und Grasbrock (heute Gresbrock). Im Verlauf des 19. Jahrhunderts bildete sich eine Arbeitersiedlung im westlichen Teil der Altenrheiner Bauerschaft, heute bekannt als ein eigenständiger Stadtteil, der Schotthock. Im weiteren Verlauf vergrößerte sich der damals stark wachsende Stadtteil Schotthock in die verbliebene Altenrheiner Bauerschaft, so wie auch der Stadtteil Eschendorf sich stark in den Stadtteil Altenrheine ausbreitete. Dies führte dazu, dass die städtischen Verwaltungsgrenzen heute nicht mehr den eigentlichen Stadtteilgrenzen entsprechen.
Die heutigen, bereits korrigierten bzw. zurückgezogenen Stadtteilgrenzen können teilweise durch die veröffentlichten Vereinsgrenzen des Schützenvereins Altenrheine, die auf den Bauerschaftsgrenzen von Altenrheine basieren, betrachtet werden. Bemerkenswert ist dabei, dass nicht wenige (Neu) Bürger in den „Grenzgebieten“ ihren Wohnort in den anderen Stadtteilen wähnen. Teilweise reicht Altenrheine noch heute bis kurz vor den Friedrich-Ebert-Ring (im Schotthock). In Richtung des Stadtteils Eschendorf ist die Siedlungserweiterung aus dem Stadtteil Eschendorf noch deutlicher zu erkennen. So liegen der westliche Teil der Oststraße, im mittleren Teil die Osningstraße (bzw. etwas darunter) bis weiter östlich dann die Fläche kurz vor der Osnabrücker Straße, in den Altenrheiner Vereinsgrenzen, also in den heutigen Grenzen des Stadtteils Altenrheine. Darüber hinaus gehört im Nordwesten Baarentelgen, mit dem Industriegebiet Altenrheine (auch bekannt als Industriegebiet Nord), im Nordosten der Gresbrook, mit der Franz-Bernhard-Straße, bis kurz vor dem Speller Hafen und im Osten das Gebiet nordwestlich von Dreierwalde, bis kurz vor dem Speller Betonwerk Reckers, zu dem heutigen Altenrheine.

## Geschichte
Altenrheine wird zuerst im 11. Jahrhundert als Oldenrheni genannt. Schon der Name "Oldenrheni" lässt darauf schließen, dass diese Ansiedlung älter ist, als die erste der Stadt Rheine selbst. Am Altenrheiner Bahnhof, Lingener Damm am TaT, findet sich heute noch der Rest eines Großsteingrabes aus der jüngeren Steinzeit (2000 v. Chr.). Bekannt ist auch die Altenrheiner Kapelle. Sie liegt unter Linden versteckt, am Ostabhang des Stadtberges, der ebenfalls traditionell zur Altenrheiner Bauerschaft zählte. Im Stile zeigt die Altenrheiner Kapelle den Übergang der Renaissance zum Barock. Fenster und Eingang sind rundbogig. Über dem Eingang steht: „anno 1676 ist diese capele renoviert worden. hab got lip vo allen dingen, so kan es dir nichtes mislingen.“

## Sehenswürdigkeiten
In der Liste der Baudenkmäler in Rheine sind für Altenrheine drei Baudenkmäler aufgeführt:
- Nr. 25: Wegkreuz Am Krusen Baum
- Nr. 26: Kluse – „Altenrheiner Kapelle“
- Nr. 276: Backhaus am Lambertiring

## Regelmäßige Veranstaltungen
- jährliches Schützenfest
- jährliche Bauernschaftversammlung
- jährliche Fußwallfahrt nach Telgte
- diverse Veranstaltung der Altenrheiner Jugend
- jährliches Lambertifest

## Belege
1. ↑  Stadt Rheine - Zahlen, Daten, Fakten. (PDF; 1,9 MB) S. 3, abgerufen am 25. Juni 2024.
2. ↑  Die Vereinsgrenzen des Schützenverein Altenrheine e. V., auf sv-altenrheine.de
3. ↑  Grafik Wasser- und Bodenverbände (Memento des Originals vom 18. Oktober 2021 im Internet Archive)  Info: Der Archivlink wurde automatisch eingesetzt und noch nicht geprüft. Bitte prüfe Original- und Archivlink gemäß Anleitung und entferne dann diesen Hinweis., auf rheine.de
4. ↑  Die Bauerschaften der Gemeinde Rheine rechts der Ems, auf r-winter.de